# Rychwał
Rychwał là một thị trấn thuộc huyện Koniński, tỉnh Wielkopolskie ở trung-tây Ba Lan. Thị trấn có diện tích 10 km². Đến ngày 1 tháng 1 năm 2011, dân số của thị trấn là 2364 người và mật độ 244 người/km².